# Obaid Mohamed
Obaid Mohamed Majid Al-Tawila (in arabo ماجد محمد عبيد الطويلة‎?; Dubai, 27 agosto 1979) è un ex calciatore emiratino, di ruolo portiere.